# Didier-Pierre Diderot
Didier-Pierre Diderot (* 21. März 1722 in Langres; † 17. November 1787 ebenda) war ein französischer Stiftsherr und römisch-katholischer Geistlicher, archidiacre de la cathédrale de Langres im Bistum Langres und in der Kathedrale von Langres, Cathédrale Saint-Mammès de Langres. 
. Didier-Pierre Diderot war der jüngere Bruder des französischen Schriftstellers, Philosophen und Aufklärers Denis Diderot und einer der wichtigsten Organisatoren und Autoren der Encyclopédie.

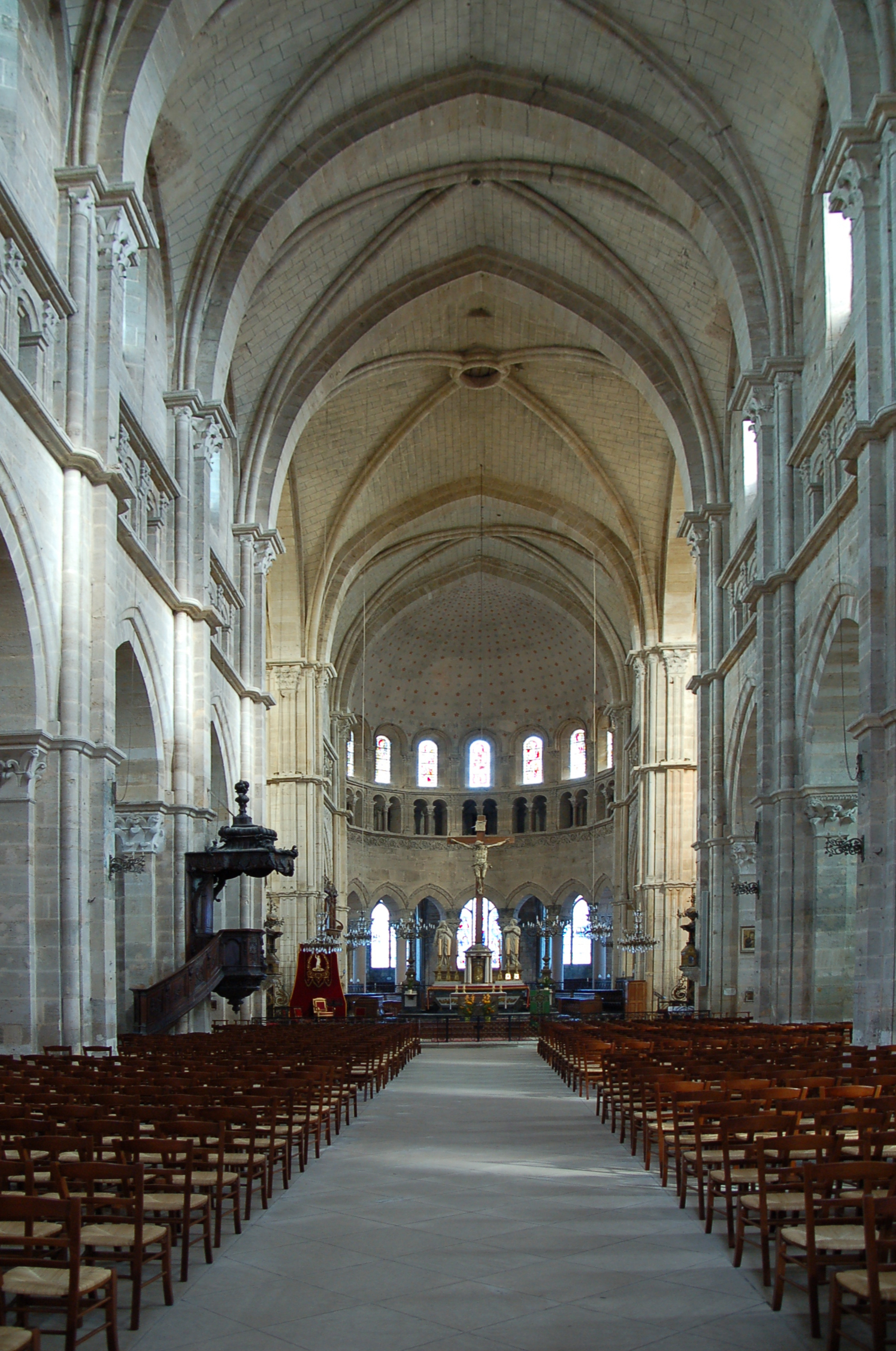
In der Kathedrale von Langres

## Leben und Wirken
Didier-Pierre Diderot war der jüngste Sohn des wohlhabenden jansenistischen Messerschmiedes Didier Diderot und dessen Ehefrau Angélique Vigneron (12. Oktober 1677 – 1. Oktober 1748). Sie war die Tochter des Gerbers, tanneur, François Vigneron († 1679) und der Jeanne Aramite Humblot († 1710) aus Langres. Beide heirateten am Dienstag, dem 19. Januar 1712, in Chassigny. Didier-Pierre Diderots Vater stand der jansenistischen Bewegung in der katholischen Kirche nahe. 
Das Paar hatte drei Söhne und vier Töchter; der erste Sohn verstarb einen Tag nach seiner Geburt am 5. November 1712, dann folgten Denis (5. Oktober 1713 – 31. Juli 1784) und Didier-Pierre.
Die Brüder begannen ihren Weg nachschulischen Weg zunächst beide als Abbé. Die Schwestern waren Denise (27. Januar 1715 – 26. März 1797), Catherine (1716–1718), Catherine (1719 – 25. Oktober 1735) und Angélique Diderot (3. April 1720 – 1749). Angélique Diderot trat dem Ursulinen-Orden bei.

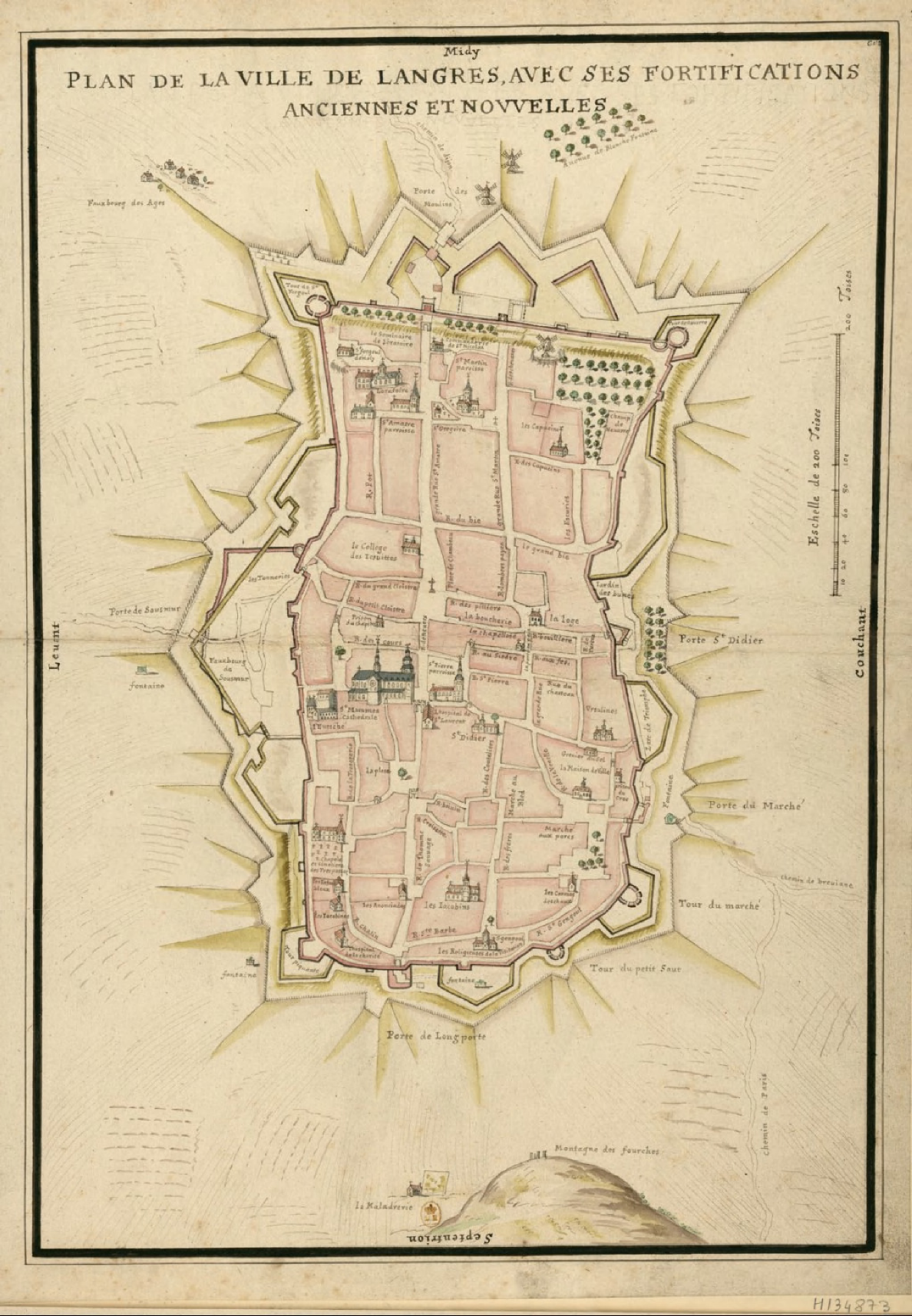
Historischer Stadtplan von Langres

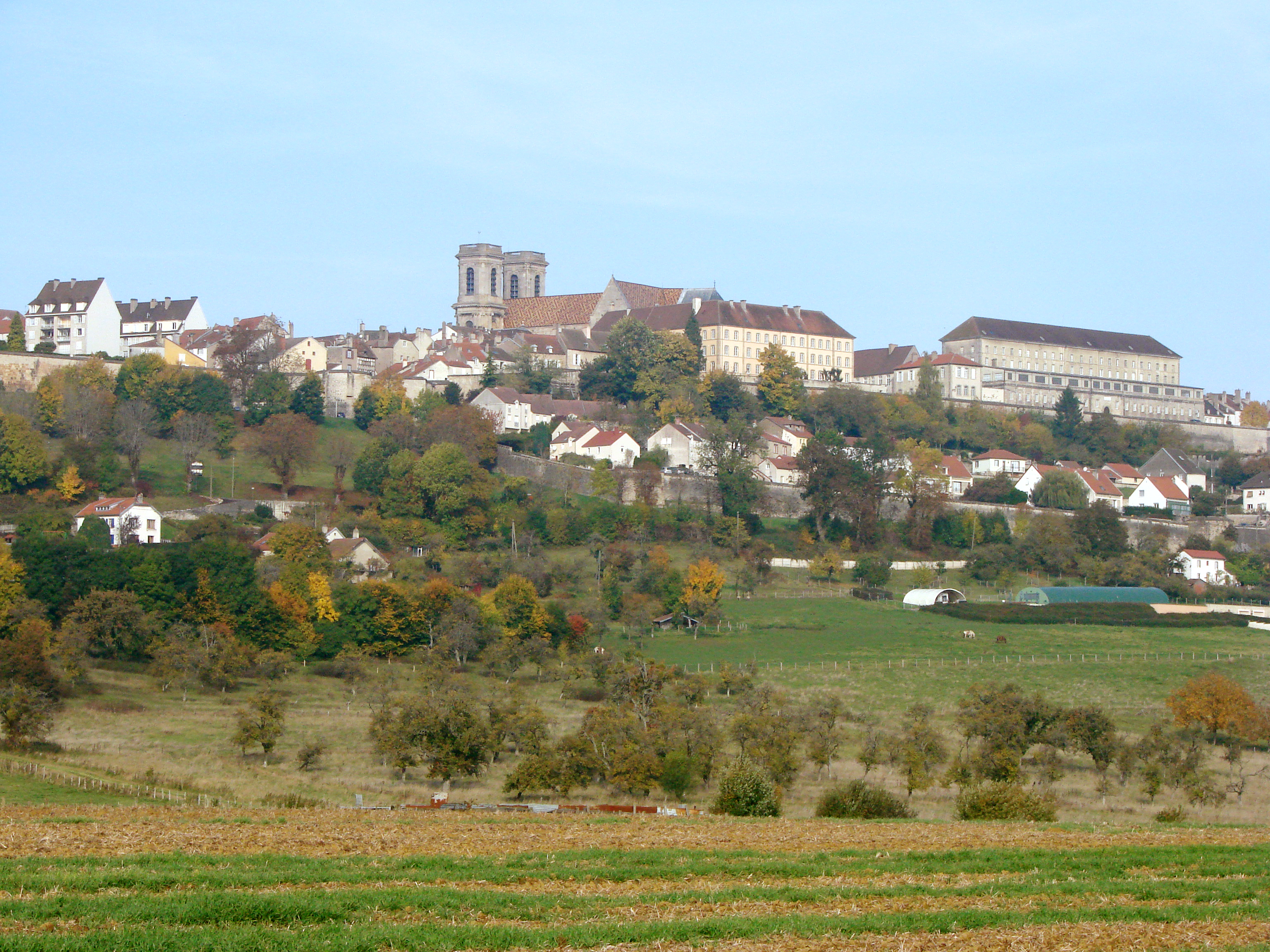
Blick auf Langres

Sein Onkel mütterlicherseits war der Kanonikus Charles Vigneron an der Kathedrale Saint-Mammès de Langres. Langres, ein wichtiges Zentrum des Jansenismus, hatte circa 8000 Einwohner.
Didier-Pierre Diderot besuchte vom Jahre 1733 an bis 1743 eine Jesuitenschule in Langres, collège des Jésuites  und im Anschluss von 1743 an bis 1744 verweilte er in Paris an einem Katholisches Priesterseminar, séminaire diocésain und studierte zusätzlich noch Jurisprudenz. Er beendete seine Studien am Freitag den 9. Dezember 1746 und ging zurück nach Langres. Dort trat er 1747 in den Dienst als Sekretär des Bistums Langres charge de secrétaire de l’Évêché und dann betreute er bis zum Jahre 1759 in offizieller Funktion die Belange des Bistums als promoteur de l’officialité diocésaine. Der Bischof in dieser Zeit war seine Exzellenz Gilbert Gaspard de Montmorin de Saint-Hérem (1691–1770). Gilbert Montmorin wurde zum Erzbischof der Diözese von Langres am 1. Dezember des Jahres 1734 ernannt; eine Funktion die dann ab dem Jahre 1735 voll ausfüllte. Im Jahre 1767 steigt Didier-Pierre Diderot dann in der Kirchenhierarchie zum Kanonikus chanoine de la cathédrale auf. In der Zeit seines Wirkens lag ihn vor allem die Förderung und Gründung von christlichen Schulen am Herzen.
Sein Verhältnis zu seinem älteren Bruder Denis Diderot war durchaus konfliktbeladen, so in den Lettre à mon frère (1760) zum Ausdruck gebracht. Die Einladung zur Hochzeit seiner Nichte Marie-Angéliques beantwortete Didier-Pierre Diderot rüde und kam nicht. Am 14. November 1772 kam es zum endgültigen Bruch zwischen den Brüdern.